# Machaeropalpus fasciatus
Machaeropalpus fasciatus — вид квітососових з підродини Herminiinae, єдиний у роді Machaeropalpus. Поширений на острові Самоа.